# PzKpfw II Ausf b - Sd.Kfz. 121
Het Duitse pantservoertuig Panzerkampfwagen II uitvoering b (ook gekend als PzKpfw I Ausf b - Sd.Kfz. 121) is de opvolger van de PzKpfw II Ausf a/1 a/2 und a/3 - Sd.Kfz. 121 die werd gebruikt in de Tweede Wereldoorlog.

## Achtergrond
De Panzerkampfwagen II Ausf b werd nog steeds gezien als een pre-productiemodel, doch in dit model was een hele reeks verbeteringen aangebracht ten opzichte van de drie varianten van het eerst model, de PzKpfw II Ausf a/1, a/2 en a/3. De wielophanging, de overbrenging werden verbeterd, het koelingssysteem en uitlaat aangepast, de rupsbanden en loopwielen verbreed, de achterbumper verhoogd (om het aankleven van modder en ander materiaal te vermijden) en een aantal verankeringspunten van onder andere de motor werden verstevigd.

## Dienstjaren
Zoals de eerste drie Panzer II varianten (a/1, a/2 en a/3) werd PzKpfw II uitvoering b ingedeeld in de pantserregimenten vanaf de lente van 1936. Initieel bedoeld voor peloton en compagnie-commandanten werden ze ook gebruikt door een gans peloton in elke compagnie. De Panzer II was in 1940/1941 de hoofdtank in de Poolse Veldtocht maar werden in de latere offensieven in het Westen hoofdzakelijk gebruikt voor verkenningsmissies. Omdat de productie van de Panzerkampfwagen III en Panzerkampfwagen IV vertragingen opliepen, werd de Panzer II, toegewezen aan de steeds uitbreidende pantsereenheden en, tegen de oorspronkelijke bedoeling in, langer gebruikt aan de oorlogsfronten.
Tijdens Operatie Barbarossa, de Duitse aanval op de Sovjet-Unie, had elk pantserregiment, elk pantserdetachement en elke pantsercompagnie een peloton Panzer II tanks voor verkenningsdoeleinden. In 1942 werden deze verkenningspelotons uit de compagnies genomen en de PzKpfw II werd ontslagen uit de primaire gevechtseenheden vanaf einde 1943 doch ze bleven in dienst aan de secundaire fronten tot het einde van de Tweede Wereldoorlog. De Panzer II bleek na 1941 snel te zwak voor de gevechtseenheden, doch was des te meer een ideaal verkennings -en opleidingsvoertuig en een belangrijke stap in de ontwikkeling van de zwaardere tanks.